# Eduardo Moya
Eduardo "Edu" Moya Cantillo (Monesterio, 3 de janeiro de 1981) é um futebolista profissional espanhol. Atualmente sem clube.